# Валтице
Валтице (на чешки: Valtice; на немски: Feldsberg) е град в Чехия, известен с едноименната си барокова резиденция на князете Лихтенщайн. Най-ранните съобщения за съществуването на града са от 13 век.

## Резиденция на рода Лихтенщайн
Фелдсбергският дворец е построен на мястото на замък на семейството, известен от 13 век. Първоначално проектът за дворцовия комплекс е разработен от архитекта Джовани Тенкала. По-късно, в началото на 18 век, проектът е развит в стила на високия барок от архитекта Йохан Фишер фон Ерлах, в качеството на резиденция на князете.
Заедно със съседното имение Леднице, с което градът е свързан чрез 7-километрова липова алея, Валтице е включен в списък на световното културно и природно наследство на ЮНЕСКО, където е под името „Културен комплекс Леднице-Валтице“.

## Известни жители
- Петер Хортен – австрийски певец, роден във Валтице